# 링크 (영화)
《링크》는 1916년에 뮤츄얼 필름에서 제작된 찰리 채플린의 단편영화다. 이 영화는 에드나 퍼바이언스와 에릭 켐벨이 출연한 채플린 특유의 단편영화이며 채플린은 이 영화에서 스케이트 링크를 통해 관객들에게 웃음을 전하였다.

## 캐스팅
- 찰리 채플린 - 웨이터
- 에드나 퍼바이언스 - 여자
- 제임스 T.켈리 - 여자의 아버지
- 에릭 켐벨 - 스토우트 씨
- 헨리 버그만 - 스토우트 부인
- 앨버트 오스틴 - 요리사 / 스케이트 타는 남자
- 프랭크 J. 콜먼 - 식당 지배인
- 존 랜드 - 웨이터
- 로이드 베이컨 - 손님

## 같이 보기
- 찰리 채플린의 영화 목록